# Tomás de Zumalacárregui
Tomás de Zumalacárregui y de Imaz (baskicky Tomas Zumalakarregi Imatz; 29. prosince 1788, Ormáiztegui - 24. června 1835, Cegama) byl španělský generál baskického původu a vrchní velitel karlistických vojsk v letech 1834 až 1835.

## Život

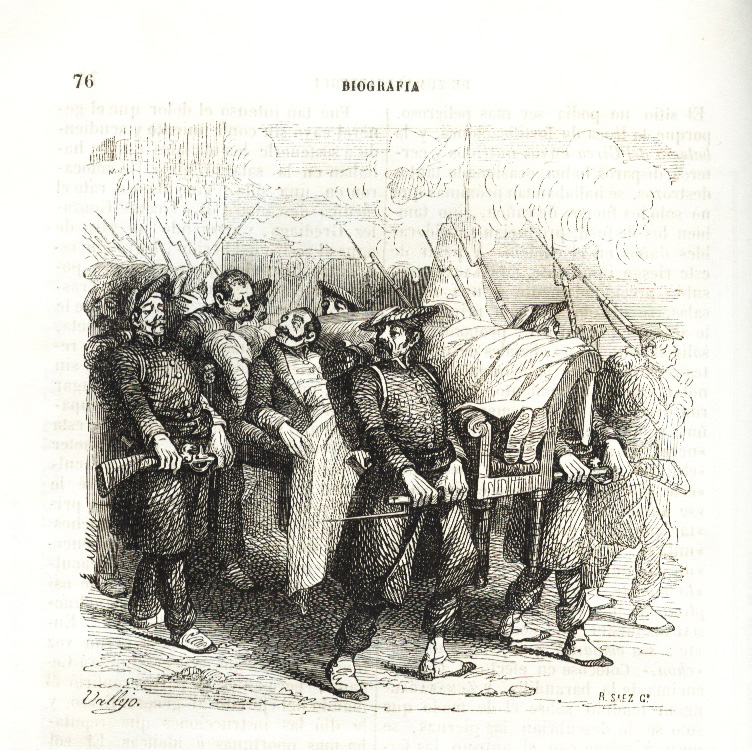
Zraněný Zumalacárregui je odnášen od Bilbaa do Cegamy.

Narodil se v Baskicku do rodiny královského písaře jako předposlední ze čtrnácti dětí. Byl poslán do školy v Pamploně, kde se měl vyučit písařskému umění. Po obsazení Španělska Francií se přidal ke guerillovým bojůvkám. Zde prokázal svoje nadání a po vyhnání Francouzů ze země u armády již zůstal. Přežil i čistky v armádě za liberální vlády v letech 1820-1823, avšak byl zařazen do kategorie politicky nespolehlivých. Není proto divu, že v roce 1823 spolupracoval s francouzským intervenčním vojskem, které se snažilo zastavit liberalizaci Španělska a restaurovat absolutismus. V polovině roku 1833 byl pro své ultrakonzervativní názory z armády bez náhrady propuštěn. Po smrti španělského krále Ferdinanda VII. v září 1833 se přidal na stranu karlistů. Zde začal budovat pravidelnou karlistickou armádu a brzy se stal vůdcem karlistů v Navaře a Baskicku. Jeho přispěním se z nepravidelných dobrovolnických bojůvek stala řádně organizovaná a vyzbrojená armáda. Také jí vštěpil svou vojenskou strategii - rychlé přesuny a překvapivé útoky. Dokázal v sérii bitev porazit všechny tři nejvyšší vládní velitele, kteří se vystřídali v roce 1834 na čele vládní armády. V březnu 1834 byl Donem Carlosem jmenován polním maršálem všech karlistických vojsk. Osudným se mu stalo obléhání města Bilbaa, kdy byl 15. června 1835 těžce raněn odraženou kulkou do pravé nohy. Dne 24. června pak svým zraněním podlehl.